# Mugnano di Napoli
Mugnano di Napoli ist eine Gemeinde mit 35.069 Einwohnern (Stand 31. Dezember 2023) in der Metropolitanstadt Neapel, Region Kampanien.
Mugnano di Napoli grenzt an die Gemeinden Calvizzano, Giugliano in Campania, Marano di Napoli, Melito di Napoli, Neapel und Villaricca.

## Bevölkerungsentwicklung
Zwischen 1991 und 2001 stieg die Einwohnerzahl von 25.246 auf 30.069. Dies entspricht einer prozentualen Zunahme von 19,1 %.

## Söhne und Töchter der Stadt
- Giulio Migliaccio (* 1981), Fußballspieler
- Raffaele Palladino (* 1984), Fußballspieler und -trainer
- Pasquale Schiattarella (* 1987), Fußballspieler